# Misen
Gora Misen (japonsko 弥山, latinizirano: Misen) je sveta gora na Icukušimi v Hacukaičiju v prefekturi Hirošima na Japonskem in je s 535 m najvišja gora na otoku; je znotraj območja svetovne dediščine [[Svetišče Icukušima|svetišča Icukušima].
Morje okoli otoka (Notranje morje Seto) in ves otok so znotraj narodnega parka Setonaikai.
Severno stran gore pokriva pragozd, ki ga ščiti prefektura Hirošima. Vznožje gore ima Momidžidani-Kōen (紅葉谷公園, park doline javorja).
Glede na spletno stran turističnega združenja Mijadžima je goro Misen obiskal Kukai leta 806, 1. leto obdobja Daido. Že od antičnih časov je bila gora pomemben cilj verskih obiskovalcev.

## Sedem čudes gore Misen
Sedem čudes gore Misen, ki izhajajo iz starodavnih zgodb, je naslednjih:
Kiezu-no-hi (Večni ogenj) To je sveti ogenj, ki naj bi ga zanetil japonski budistični menih (bhikkhu – posvečen mož) Kobo Daiši, ki je leta 806 ustanovil tempelj Daišoin. Gori še danes in uporablja se sveta voda, kuhana na tem ognju za zdravljenje bolezni. Ta ogenj je bil uporabljen kot pilotna luč za plamen miru v spominskem parku miru v Hirošimi.
Šakujo-no-ume (Slivovo drevo Tin Stick) naj bi bila Kobo-Daišijeva palica, ki se je ukoreninila tam, kjer se je naslonil nanjo in zrasla v slivo.
Mandara-iva; za dvorano Misenhondo je velikanska stena, na kateri so vgravirane ročno napisane črke, sanskrtski znaki in ilustracije Kobo Daišija. Trenutno je zaprta za obiskovalce.
Kanman-iva (skala s plimo in oseko) Ta skala leži približno 500 metrov nad morsko gladino, vendar se slana voda nekako dviga in umirja v njeni votlini glede na oseko in tok plime.
Hjošigi-no oto (Zvok lesenih kembljev) Tukaj lahko sredi noči slišite zvok udarcev lesenih kembljev, ki prihaja od nikoder. Legenda pravi, da je vir hrupa tengu (nebeški stražar), dolgonosi goblin (groteskno bitje), ki živi v gori Misen. Ljudi opozarjajo, naj ostanejo v zaprtih prostorih, ko zaslišijo hrup, sicer tvegajo preklinjanje.
Šigure-zakura (mokri češnjevi cvetovi) To je češnjevo drevo (Prunus serrulata), ki je bilo vedno mokro od rose, kot da bi bila kratkotrajna ploha, tudi na suh in sončen dan. Na žalost je bilo drevo od takrat posekano in ga ni mogoče videti.
Rjuoto No Sugi (japonska cedra morskega ognja) To je bila velika cedra (Cryptomeria), ki jo je mogoče videti kot skrivnostne luči z morja ob obali Mijadžima. Rečeno je bilo, da so bile luči jasnejše na predvečer luninega novega leta. Cedra je zdaj mrtva in ostal je le štor.

## Pragozd gore Misen
Pragozd gore Misen pokriva severno stran gore. Nad 400 m nadmorske višine rastejo različni iglavci, med drugim tudi jelka in japonska čuga, poleg zimzelenih širokolistnih dreves, kot je Quercus salicina. Na pol poti do vznožja gore prevladujejo druge vrste, predvsem japonski rdeči bor (Pinus densiflora) poleg hrasta lithocarpus glaber, Rapanaea neriifolia in Symplocos glauca.
Japonska vlada je gozd zaščitila in ga razglasila za naravni spomenik. Je tudi del glavnega območja Unescove svetovne dediščine svetišča Icukušima, medtem ko je preostali del gore Misen znotraj varovalnega pasu.